# Homoneura flavilinea
Homoneura flavilinea är en tvåvingeart som först beskrevs av Walker 1860.  Homoneura flavilinea ingår i släktet Homoneura och familjen lövflugor. Inga underarter finns listade i Catalogue of Life.